# Ouratea revoluta
Ouratea revoluta är en tvåhjärtbladig växtart som beskrevs av Adolf Engler. Ouratea revoluta ingår i släktet Ouratea och familjen Ochnaceae. Inga underarter finns listade i Catalogue of Life.